# Forêt de Yatir
La forêt de Yatir (en hébreu : יער יתיר) est une forêt en Israël, située à la lisière du désert du Néguev. Elle couvre une superficie de 30 000 dounam (30 km2) et constitue la plus grande forêt plantée d'Israël.

## Histoire

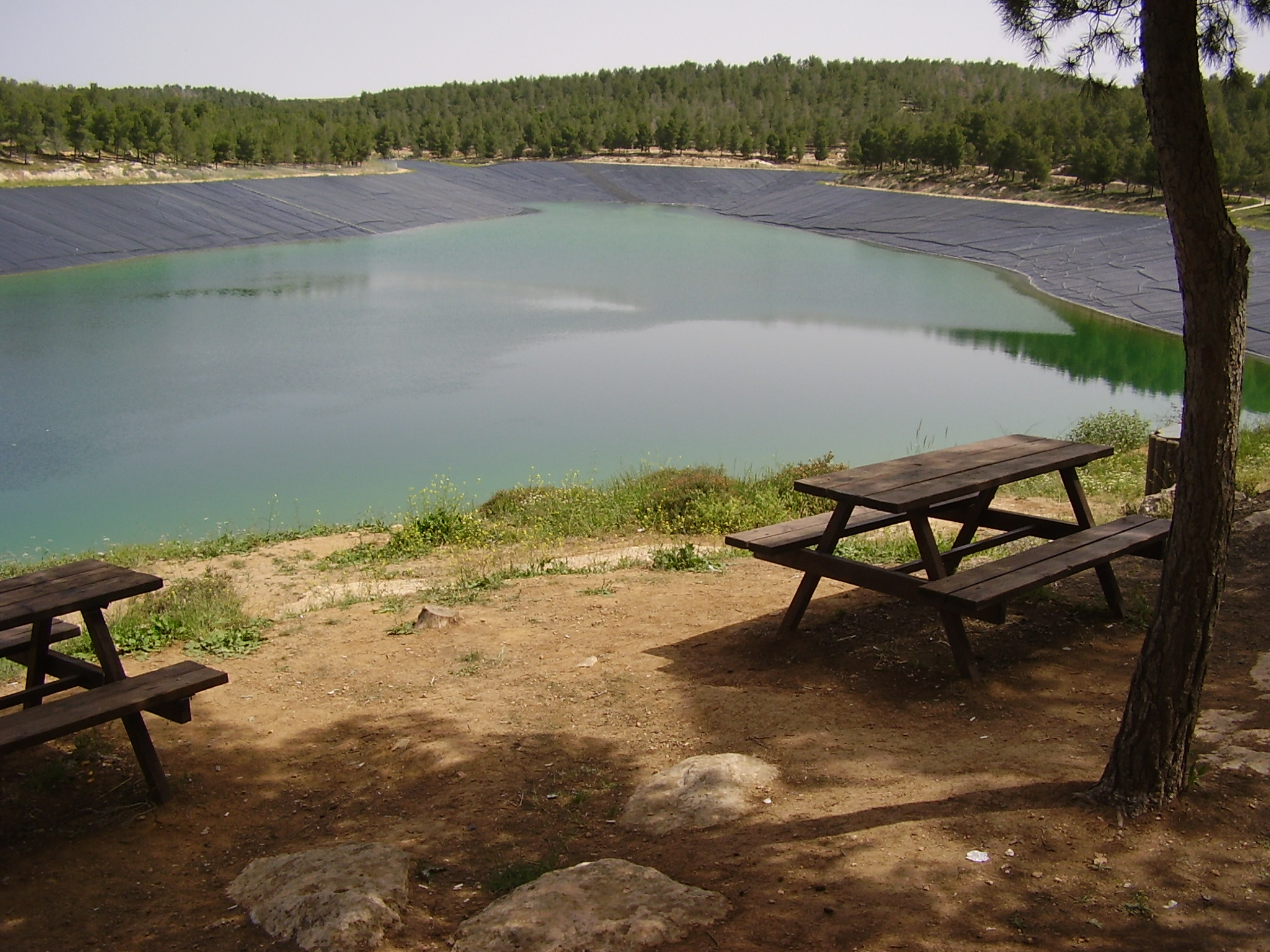
Réservoir de Yatir

Les premiers arbres ont été plantés en 1964 par le Fonds national juif, à l'initiative de Yossef Weiz. Le site doit son nom à l'ancienne cité lévite de Yattir (en).
Plus de quatre millions d'arbres ont été plantés, principalement des conifères – pins d'Alep et cyprès méditerranéens, mais aussi de nombreux feuillus comme le pistachier térébinthe, le tamaris, le jujubier, le caroubier, l'olivier, le figuier, l'eucalyptus et l'acacia, ainsi que des vignobles et divers arbustes. La forêt de Yatir a transformé le paysage aride du nord du Néguev, malgré le pessimisme de nombreux experts. Elle s'est avérée être un instrument écologique de premier ordre, enrayant la désertification sur les hauteurs au nord-est de Beer-Sheva.
La forêt est située à une altitude relativement élevée (entre 400 et 850 m altitude), dans une région semi-aride avec des précipitations annuelles moyennes de 300 à 350 mm et une faible humidité. Le sol est composé de chaux et de craie.
Le Sentier national d'Israël, balisé en 1991, traverse la forêt. La forêt de Yatir se trouve sur le sentier, au sud de Meitar et au nord d'Arad.
La forêt de Yatir est la plus grande forêt jamais plantée par le Fonds national juif, avec plus de 4 millions d'arbres couvrant 30 000 dounam (30 km2), et continue de s'étendre.

## Recherche écologique

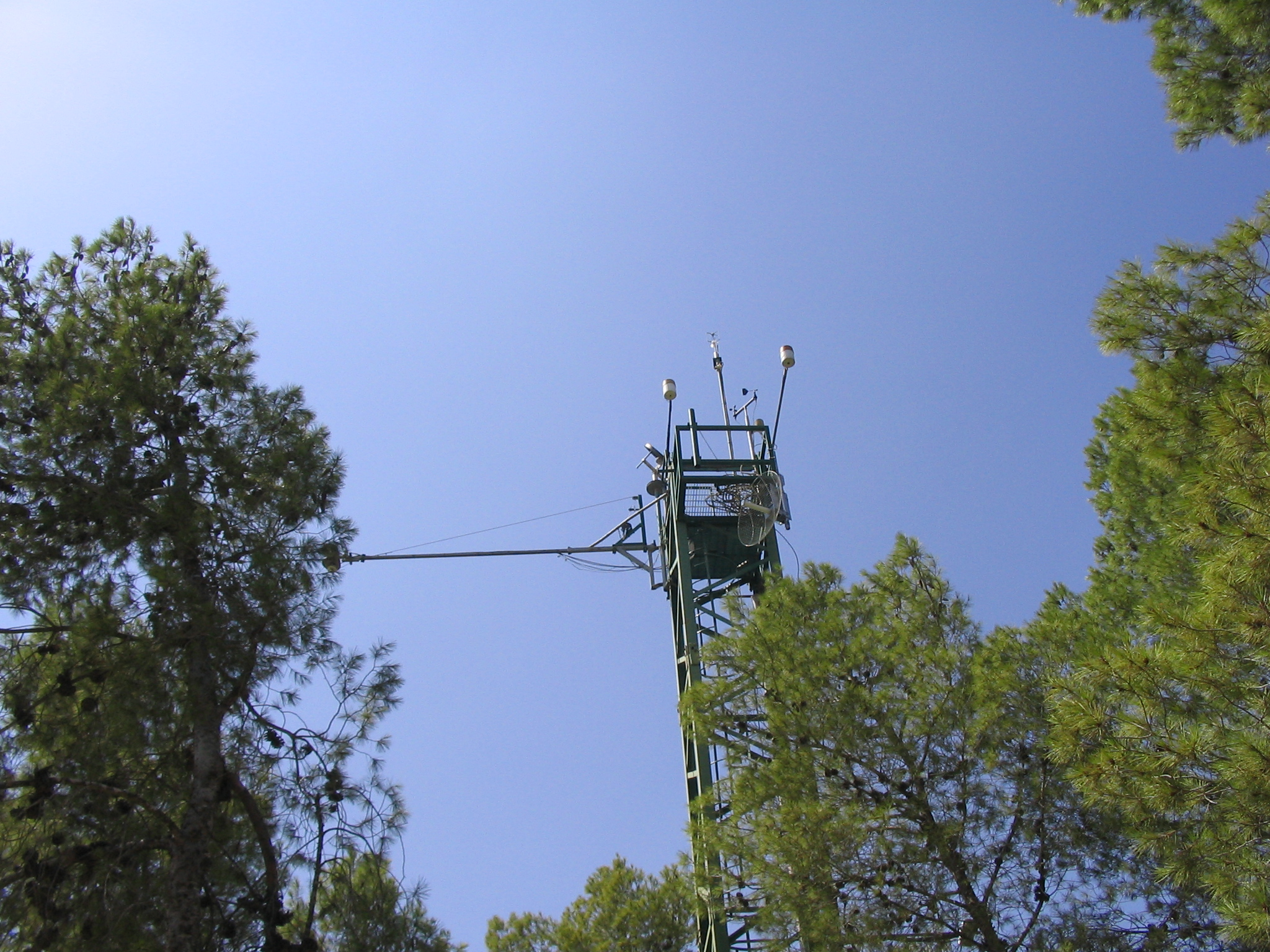
Tour de recherche de l'Institut Weizmann

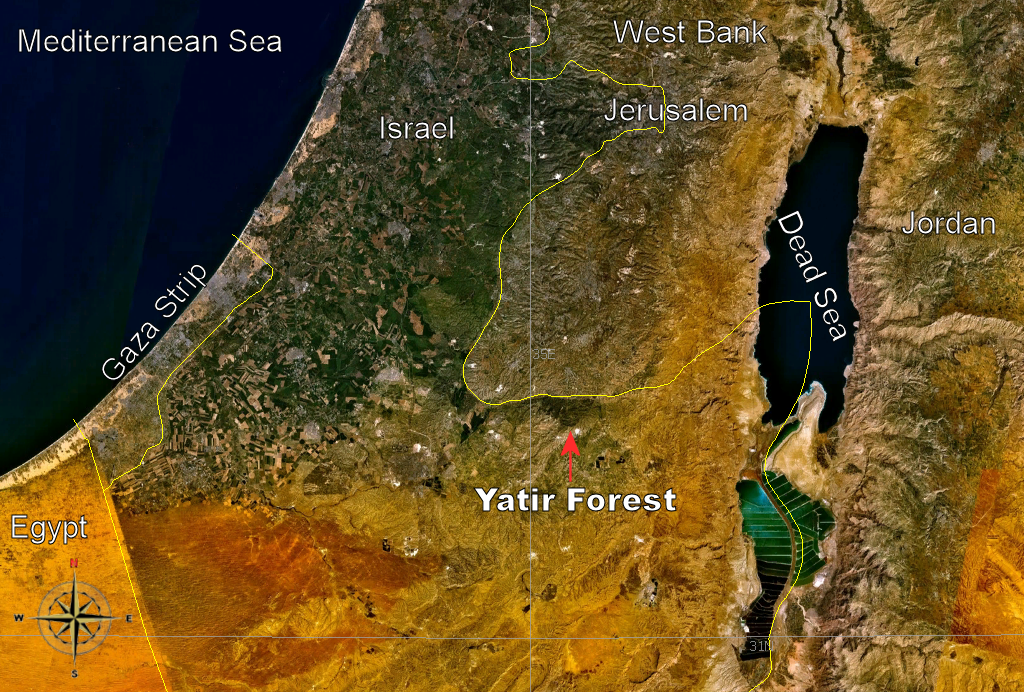
Localisation de la forêt de Yatir

Des études menées dans la forêt de Yatir sous la direction du professeur Dan Yakir (en) de l'Institut Weizmann des Sciences, en collaboration avec l'Institut de Recherche sur le Désert (en) à Sde Boker, ont montré que les arbres fonctionnent comme un piège à carbone dans l'air. L'ombre fournie par les arbres plantés dans le désert réduit également l'évaporation des faibles précipitations,.
La forêt de Yatir fait également partie du projet FLUXNET (en) de la NASA, un réseau mondial de sites de tours micrométéorologiques utilisés pour mesurer les échanges de dioxyde de carbone, de vapeur d'eau et d'énergie entre les écosystèmes terrestres et l'atmosphère.
L'Institut Arava d'études environnementales (en) mène des recherches dans la forêt de Yatir, axées sur les cultures telles que les dattes et la vigne cultivées à proximité. Ces recherches s'inscrivent dans le cadre d'un projet visant à introduire de nouvelles cultures dans les zones arides et salines.